# Albino dos Reis
Albino Soares Pinto dos Reis Júnior GCC (Loureiro, Oliveira de Azeméis, 30 de Setembro de 1888 — Loureiro, 14 de Maio de 1983), mais conhecido por Albino dos Reis, foi um político, jurista e magistrado, intimamente ligado ao regime do Estado Novo e a António de Oliveira Salazar, que ocupou diversos cargos políticos, entre os quais o de presidente da Câmara Municipal de Oliveira de Azeméis, Governador Civil de Coimbra, Ministro do Interior, presidente do Supremo Tribunal Administrativo, deputado e presidente da Assembleia Nacional e membro vitalício do Conselho de Estado.

## Biografia
Albino dos Reis nasceu na vila de Loureiro, concelho de Oliveira de Azeméis, filho de Albino Soares Pinto dos Reis e de Maria da Silva Pereira Marques. Concluiu o Curso Teológico no Seminário do Porto em 1908 e formou-se em Direito pela Universidade de Coimbra, iniciando a sua atividade profissional pelo exercício da advocacia em Oliveira de Azeméis.
Iniciou a sua atividade política durante a Primeira República Portuguesa ao assumir em 1919 o cargo de presidente da Câmara Municipal de Oliveira de Azeméis, concelho de onde era natural. Voltou a presidir àquela Câmara de 1922 a 1926.
Em 1931, já por indicação de António de Oliveira Salazar, de quem era próximo, foi nomeado Governador Civil do Distrito de Coimbra e logo no ano seguinte, em 5 de Julho de 1932, foi nomeado Ministro do Interior, cargo que exerceu até 24 de Julho de 1933.
A 5 de Outubro de 1933 foi agraciado com a Grã-Cruz da Ordem Militar de Cristo.
De 1934 a 1974 foi deputado à Assembleia Nacional, estando presente naquela câmara durante toda a sua existência institucional. Presidiu à Assembleia Nacional de 1945 a 1961.
Enquanto presidente da Assembleia Nacional, a 16 de Fevereiro de 1952, foi-lhe atribuída a Grã-Cruz da Ordem de Isabel a Católica de Espanha, ainda não registada em Portugal.
Desde 1936 e até atingir o limite de idade exerceu as funções de presidente do Supremo Tribunal Administrativo.
Em 1945 foi nomeado membro vitalício do Conselho de Estado, cargo que exerceu até à dissolução daquele órgão a 25 de Abril de 1974. Após a Revolução dos Cravos retirou-se para a sua vila natal.
Albino dos Reis faleceu, com 94 anos de idade, a 14 de Maio de 1983. 
Teve três filhas.
É lembrado na toponímia de Oliveira de Azeméis e de diversas outras localidades. Na sua terra natal, Loureiro, existe um busto em bronze do Conselheiro Albino dos Reis, datado de 22 de Dezembro de 1968.